# Michael Stevens
Michael David Stevens (Kansas, 23 de janeiro de 1986) é um educador, comediante, palestrante e youtuber norte-americano, mais conhecido pelo canal Vsauce do YouTube.
Inicialmente, lançou conteúdo relacionado a videogames, até que a série educacional DOT se tornou popular e tornou-se o foco do canal, abrangendo explicações de ciências, filosofia, cultura e ilusão. Como anfitrião da 'Vsauce', Stevens tornou-se um dos youtubers mais bem-sucedidos (hoje com mais de 20 milhões de inscritos e 3,5 bilhões de visualizações).

## Carreira

### YouTube eBarely Political(2007–2010)
Sob o nome de usuário Pooplicker888, Stevens editou e produziu seu primeiro vídeo no YouTube em 2007. No mesmo ano, como CamPain2008, ele começou a produzir filmes cômicos sobre candidatos a eleição presidencial nos Estados Unidos. O conteúdo de Stevens atraiu o interesse de Ben Relles, que o convidou para se tornar membro do grupo de comédia Barely Political. Tendo se mudado para a cidade de Nova Iorque em 2008, Stevens atuou juntamente com diversos comediantes, tais como Mark Douglas, Todd Womack, Andrea Feczko e Amber Lee Ettinger. Ele também dirigiu um vídeo musical parodiando Owl City para a série The Key of Awesome.

### Vsauce(2010–2012)

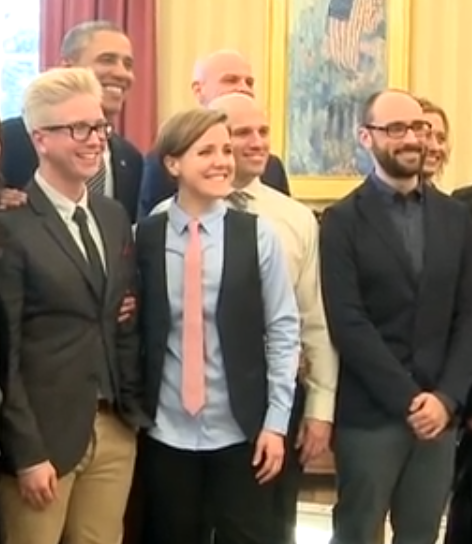
Stevens (à direita) com outras personalidades do YouTube e o ex-presidente americano Barack Obama em uma reunião na Casa Branca em 2014.

Stevens lançou o canal 'Vsauce' em 2010. Inicialmente, apresentou muitos colaboradores, com um forte foco na cultura de videogames. Várias séries distintas surgiram, muitas das quais hospedadas por Stevens, incluindo V-LIST (lista de videogames), IMG (imagens virais), DONG (jogos e ferramentas online) e LÜT (produtos interessantes disponíveis online). Ele até mesmo desenvolveu um slogan: "Hey, Vsauce. Michael here".
No entanto, foi o conteúdo educacional de Stevens que atraiu maior atenção. Ele afirma ter se inspirado em Paul Zaloom para produzir vídeos científicos. Stevens percebeu que seu conteúdo mais popular tendia a incorporar conceitos mais sérios do mundo real, muitas vezes exibindo interdisciplinaridade. Exemplos notáveis incluem: "Qual é a resolução do olho?"; "Qual é a velocidade da escuridão?"; "Por que sua parte inferior está no meio?"; e "Quanto dinheiro existe no mundo?".
Mais tarde, em 2010, Stevens lançou dois canais relacionados, denominados 'Vsauce2' e 'Vsauce3'. Em 2011–2012, a maior parte do conteúdo relacionado à videogames foi delegada a esses dois canais, deixando o canal 'Vsauce' ser produzido exclusivamente por Stevens e dedicado à discussão educacional. A maioria dos vídeos é intitulada com uma pergunta, que Stevens responde ou discute extensivamente, cobrindo tangentes relevantes de qualquer campo educacional que atraia interesse geral.

## Filmografia
| Ano           | Título                         | Personagem |
| ------------- | ------------------------------ | ---------- |
| 2009–2010     | The Key of Awesome             | Freira     |
| 2010–presente | 'Vsauce'                       | Ele mesmo  |
| 2012          | Dark Matters: Twisted But True | Ele mesmo  |
| 2013          | 'Asdfmovie6'                   | Guy        |
| 2013          | Head Squeeze                   | Ele mesmo  |
| 2013          | America Declassified           |            |
| 2014          | Super Brainy Zombies           | Michael    |
| 2014          | Jimmy Kimmel Live!             | Ele mesmo  |
| 2015          | Jamie Oliver's Food Tube       | Ele mesmo  |
| 2016          | BattleBots                     | Ele mesmo  |
| Human Cake    |                                | Ele mesmo  |
| 2017          | Mind Field                     | Ele mesmo  |

## Prêmios e indicações
| Ano  | Prêmio                            | Resultado | Ref.   |
| ---- | --------------------------------- | --------- | ------ |
| 2013 | RealPlayer Video Visionary Awards | Venceu    | [ 19 ] |
| 2014 | Webby Awards                      | Venceu    | [ 20 ] |
| 2014 | Streamy Awards                    | Venceu    | [ 21 ] |
| 2015 | Streamy Awards                    | Venceu    | [ 22 ] |
| 2015 | Streamy Awards                    | Indicado  | [ 22 ] |
| 2015 | Webby Awards                      | Venceu    | [ 23 ] |
| 2016 | Webby Awards                      | Venceu    | [ 24 ] |